# Barbarakruid
Barbarakruid (Barbarea) is een geslacht uit de kruisbloemenfamilie (Brassicaceae). Het omvat circa 22 soorten. Het is inheems in de gematigde streken van het noordelijk halfrond. De meeste soorten worden in Zuid-Europa en in Zuidwest-Azië gevonden. Het zijn kleine, kruidachtige tweejarige of overblijvende planten. Ze groeien snel op en overwinteren als rozetten van donkergroen gelobd blad, waarboven zich in de lente dichte eindstandige trossen van gele bloemen met vier bloemblaadjes ontwikkelen. Als in de winter verse groenten schaars zijn, bieden de verse blaadjes van Barbarakruid een bron van vitamine C. Behalve een hoog gehalte aan vitamine C bevat het kruid ook nog: carotenoïden, calcium, behoorlijk wat ijzer, magnesium, mangaan, mosterdolie (vandaar de scherpe smaak), Vitamine B1 en B2.
De namen Barbarea en Barbarakruid stammen uit de vroege middeleeuwen, toen planten naar heiligen werden vernoemd. Herba Sanctae Barbarae is genoemd naar de Heilige Barbara.

## Soorten
- Barbarea balcana
- Barbarea bosniaca
- Barbarea bracteosa
- Barbarea conferta
- Barbarea hongii
- Barbarea intermedia (Bitter barbarakruid)
- Barbarea lepuznica
- Barbarea longirostris
- Barbarea orthoceras
- Barbarea rupicola
- Barbarea sicula
- Barbarea stricta (Stijf barbarakruid)
- Barbarea taiwaniana
- Barbarea verna
- Barbarea vulgaris (Gewoon barbarakruid)

... · 
B. intermedia (Bitter barbarakruid) · 
B. strica (Stijf barbarakruid) · 
B. verna (Vroeg barbarakruid) · 
B. vulgaris (Gewoon barbarakruid) · 
...